# Sans plus attendre (album)
Pour l’article homonyme, voir Sans plus attendre.
Albums de Axelle Red
À tâtons
(1996)
Sans plus attendre est le premier album de la chanteuse belge Axelle Red sorti en octobre 1993.
Il connaît le succès dans les pays francophones, notamment en Belgique, où il est certifié quintuple disque de platine, et en France avec une certification disque de platine.
Il contient la chanson Sensualité qui devient l'un des plus grands tubes d'Axelle Red et la fait connaître en France. Le titre Kennedy Boulevard qui s'était classé 5e en Belgique dans l'Ultratop 50 flamand en 1991 est inclus dans l'album. Trois autres chansons sortent en single: Elle danse seule, Je t'attends et Le monde tourne mal.

## Liste des titres
| No  | Titre                 | Auteur                                                        | Durée |
| --- | --------------------- | ------------------------------------------------------------- | ----- |
| 1.  | Elle danse seule      | Richard Seff                                                  | 4:01  |
| 2.  | Amoureuse ou pas      | - Edward Holland - Lamont Dozier - Brian Holland - Axelle Red | 3:23  |
| 3.  | Vendredi soir         | - Brian Nelson - Red                                          | 2:55  |
| 4.  | Sensualité            | - Albert Hammond - Shelly Peiken - Red                        | 3:50  |
| 5.  | Le monde tourne mal   | R. Seff                                                       | 5:18  |
| 6.  | Pars                  | - Daniel Seff - R. Seff                                       | 3:08  |
| 7.  | Je t'attends          | - D. Seff - R. Seff                                           | 3:33  |
| 8.  | Un homme ou une femme | - Wigbert Van Lierde - Red                                    | 3:28  |
| 9.  | Femme au volant       | - Van Lierde - Red                                            | 3:41  |
| 10. | Les Voisins           | - D. Seff - R. Seff                                           | 3:35  |
| 11. | Présence              | - D. Seff - R. Seff                                           | 4:05  |
| 12. | Kennedy Bld           | - D. Seff - R. Seff                                           | 3:42  |

## Musiciens
- Axelle Red: chant, chœurs, conception musicale
- Wouter Van Belle: piano, orgue, harmonium, programmations, arrangements de cordes
- Wigbert Van Lierde: basse, guitares
- Marc Bonne: batterie, percussions
- Freddy Groger: direction d'orchestre
- Magali Pietri: chœurs
- Claude Samblancat: chœurs, harmonica sur Sensualité
- Kamil Rustam: guitare sur Présence et Kennedy Bld
- Evert Verhees: basse sur Pars et Femme au volant
- Daniel Seff: piano sur Les Voisins et Présence
- Georges Baux: orgue sur Les Voisins et Présence, programmations sur Le monde tourne mal et Les Voisins
- Yannic Fonderie: programmations sur Le monde tourne mal
- Jean-Yves D'Angelo: orgue et piano sur Kennedy Bld
- Serge Plum: trompette sur Elle danse seule
- Thierry Farugia: saxophone sur Le monde tourne mal
- Patrick Bourgoin: saxophone sur Kennedy Bld

## Classements hebdomadaires
| Classement (1995)            | Meilleure place |
| ---------------------------- | --------------- |
| Belgique (Flandre Ultratop)  | 16              |
| Belgique (Wallonie Ultratop) | 19              |
| France (SNEP)                | 7               |

## Certifications
| Pays           | Certifications | Ventes certifiées |
| -------------- | -------------- | ----------------- |
| Belgique (BEA) | 5 × Platine    | 150 000           |
| France (SNEP)  | Platine        | 300 000           |